# Кострома (река)
Кострома́ — река в Европейской части России, протекает по Чухломскому, Солигаличскому, Буйскому и Костромскому районам Костромской области, частью на границе с Любимским районом Ярославской области. Исторически левый приток Волги (устье в городе Кострома). В 1950-х годах приустьевый участок длиной около 30 км был отсечён глухой дамбой.
Длина — 354 км, площадь бассейна 16 000 км². На Костроме расположены города Буй и Солигалич.

## Название
На Почтовой карте Российской империи 1740 года, а также на Генеральной карте Российской Империи 1745 года река называется Вассея.

## Гидрография

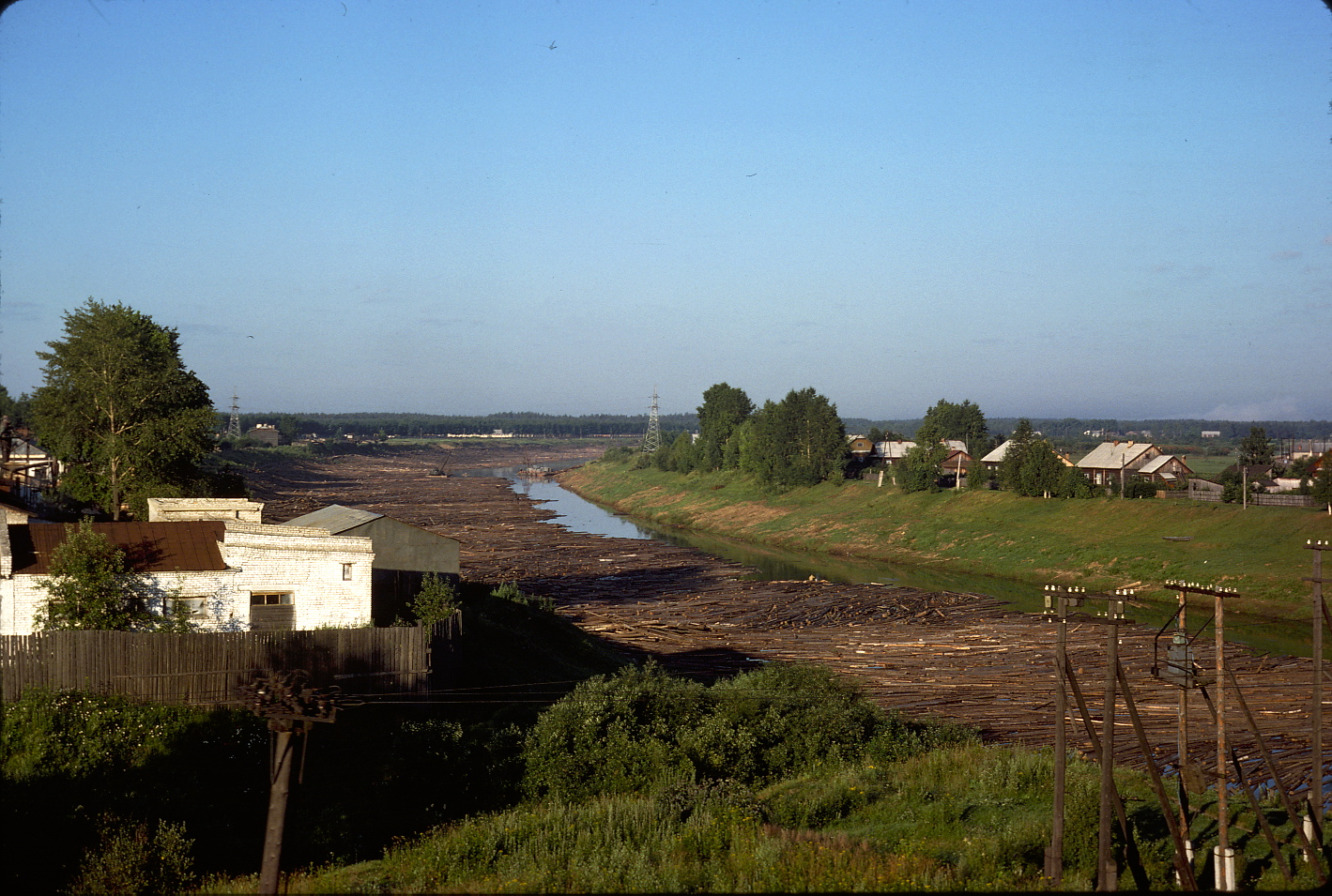
Город Буй. Молевой сплав леса по реке Костроме. Фото Jacques Dupâquier, 1976 год

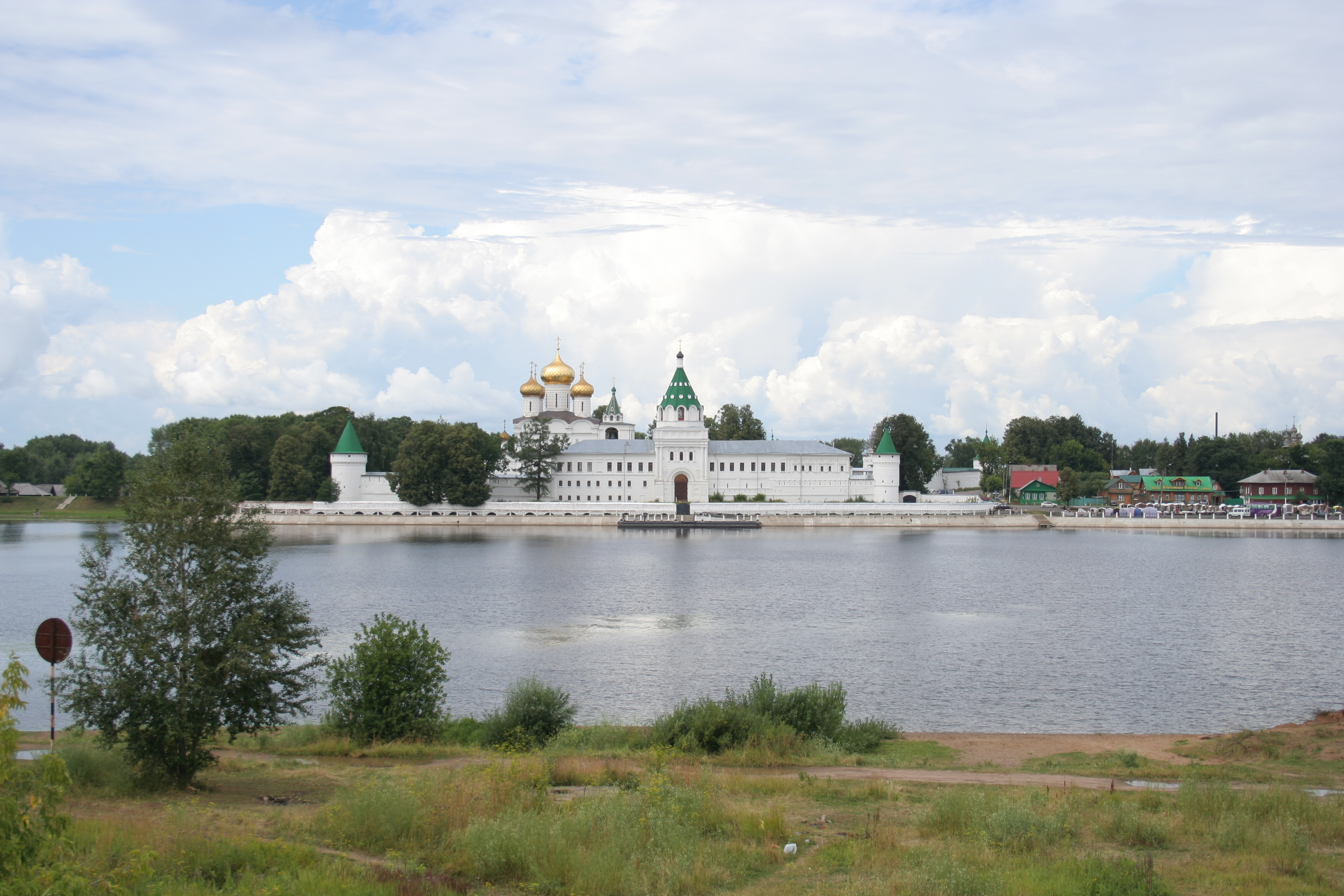
Вид на Ипатьевский монастырь на реке Костроме нижней

Кострома начинается на Галичской возвышенности, в Костромском болоте у села Княжево Чухломского района Костромской области. Протекает, сильно петляя, по заболоченной низменности. В верховьях река относительно узкая и извилистая, но быстро собирая воду многочисленных притоков, увеличивает ширину до 30—40 м. В верхнем и среднем течении в русле реки встречаются перекаты. Берега лесисты, иногда обрывисты.
У города Буй ширина реки превышает 60 м, она становится судоходной, начинает сказываться подпор водохранилища, течение исчезает, река начинает образовывать большие излучины, разливы, старицы вплоть до впадения в водохранилище основного русла и протоки Глушица. Высота устья — 84,3 м над уровнем моря.
Использовалась ранее для лесосплава. Судоходна в нижнем и среднем течении — до посёлка Малавино в 122 км от устья (ниже города Буй).

## Гидрология
Питание смешанное, с преобладанием снегового. Средний расход у города Буй (124 км от устья) 71 м³/с, наибольший — 1620 м³/с. Ледостав продолжается с ноября по апрель — начало мая, ледоход длится около трёх дней. Половодье в апреле — июне, за 53 дня проходит 63 % годового стока.

## Притоки
Указано место впадения в км от устья (мелким шрифтом показаны реки короче 10 км): Мостовица (пр), Коица (лв), Серахта (318 км, пр), Чёрная (пр), Шугома (304 км, пр), Борисовка (295 км, пр), Светица (289 км, пр), Сельма (282 км, пр), Воча (274 км, лв), Стрелица (пр), Аниковка (лв), Коряковка (лв), Мечковка (пр), Аниковка (лв), Шелекша (лв), Ковыш (228 км, лв), Большая Езань (225 км, лв), Серахта (218 км, пр), Конногорь (207 км, лв), Тутка (205 км, пр), Торпас (201 км, пр), Печенга (199 км, пр), Боярская Речка (пр), Пироговка (пр), Монза (176 км, пр), Доровица (лв), Шарновка (пр), Коченва (пр), Чёрная (пр), Большая Колонда (160 км, лв), Талица (лв), Максимовка (лв), Кривец (152 км, пр), Княжица (лв), Мезенда (148 км, лв), Карочская Мезеньга (пр), Вершуги (лв), Нежилая Шача (135 км, пр), Жилая Шача (133 км, пр), Вёкса (124 км, лв), Сохта (пр), Займа (лв), Корёга (111 км, пр), Воймица (107 км, лв), Телепенка (103 км, пр), Тёбза (102 км, лв), Коща (100 км, пр), Письма (94 км, лв), Печуга (90 км, лв), Удгода (88 км, пр), Элнать (84 км, пр), Руша (84 км, лв), Секша (75 км, пр), Шача (74 км, лв), Береговка (пр), Середневка (лв), Каменка (пр), Обнора (63 км, пр), озеро Сурское (пр), Линда (55 км, пр), Перья (50 км, пр), Андоба (45 км, лв), Лукинка (31 км, пр).
До создания Горьковского водохранилища притоками Костромы были также реки Соть и Меза, ныне впадающие в водохранилище.

## Населённые пункты
Населённые пункты около реки:
- Чухломский район: Душкино, Княжево, Заполье, Адарьино, Большое Галкино, Мальцево, Монсаково.
- Солигаличский район: Никитино, Высоковский, Горбачево, Бурдуково, Марково, Волково, Княжево, Бренево, Акулово, Дьяково, Кожухово, Тарасово, Петрово, Боровина, Верховье, Нетесово, Митянино, Макарово, Легитово, Костюрино, Юксино, Починок, База Мизинцево, База Жилино, Прокино, Солигалич, Гнездниково, Балыново, Захарино, Колопатино, Яманово, Борисовское, Шумовка, Попичево, Сычево, Илейкино, Волково, Преснухино, Подкосово, Шипулино, Брындино, Костино, Лысцево, Мизинцево, Чеписово, Кравцово, Оглобино, Кашино, Дятлово, Носково, Крюково, Горка, Красниково, Верхний Березовец, Родионцево, Острецово, Долгишево, Горбово, Меледино, Федьково, Ивашево, Мартыново, Калинино, Петриково, Бессоново, Коротково, Першино, Митино, Серпово.
- Буйский район: Печенга, Боярское, Афонасково, Алексейково, Натальино, Калинино, Анциферово, Шумовица, Бендино, Дьяконово, Юрецкие, Шумовица, Щелыково, Пирогово, Григорьево, Гришино, Кусакино, Сосновка, Малая Топоровка, Маслово, Ферапонт, Курилово, Починок, Афонино, Новенькое, Новоселки, Ивановское, Талица, Княжево, Малое Федорково, Центральный, Дор-Шача, Сафоново, Упыревка, Угольское, Буй, Малое Молочное, Большое Молочное, Корега, Захарово, Княгинино, Старостино, Вантино, Контеево, Колотилово, Поповка, Спас, Кокуево, Глебовское, Пилатово, Слон, Русиново, Овсяниково, Лобановка, Малавино.
- Костромской район: Орлово, Заозерье, Починок-Чапков, Большая Сандогора, Молчаново, Колгора, Пустынь, Бугры.
- Любимский район: Тетерино, Пустынь, Починок, Харино, Сумароково, Алешино, Попово, Карганово, Исполино, Заповедник, Слобода, Починок-Чапков, Починок-Шумилов, Починок-Усанов, Перья, Красный Бор, Крутик, Рудниково, Исады.

## Данные водного реестра
По данным государственного водного реестра России относится к Верхневолжскому бассейновому округу, речной подбассейн реки — Волга ниже Рыбинского водохранилища до впадения Оки. Речной бассейн реки — (Верхняя) Волга до Куйбышевского водохранилища (без бассейна Оки).
Код объекта в государственном водном реестре — 8010300112110000011666.